# Championnat de Suisse de football 1922-1923
Navigation
Édition précédente Édition suivante
La 26e édition du championnat de Suisse de football n'a pas vu de titre attribué, à cause de plusieurs matchs au score invalidé, des joueurs n'étant pas qualifiés pour jouer lesdits matchs.
Le championnat est divisé en trois groupes de huit. Les premiers de chaque groupe sont qualifiés pour la phase finale décidant du champion. Aucune équipe n'est reléguée à cause d'un championnat tronqué. Par contre, les trois premiers de deuxième division que sont le SC Veltheim, le FC Concordia Bâle et l'Étoile Carouge FC sont promus en première division pour la saison 1922-1923.

## Les clubs de l'édition 1922-1923
| Club                     | Ville             |
| ------------------------ | ----------------- |
| Blue Stars Zurich        | Zurich            |
| BSC Old Boys             | Bâle              |
| BSC Young Boys           | Berne             |
| Cantonal Neuchâtel       | Neuchâtel         |
| Étoile La Chaux-de-Fonds | La Chaux-de-Fonds |
| FC Aarau                 | Aarau             |
| FC Bâle                  | Bâle              |
| FC Berne                 | Berne             |
| FC Biel-Bienne           | Bienne            |
| FC Brühl Saint-Gall      | Saint-Gall        |
| FC Fribourg              | Fribourg          |
| FC La Chaux-de-Fonds     | La Chaux-de-Fonds |
| FC Lucerne               | Lucerne           |
| FC Lugano                | Lugano            |
| FC Nordstern Bâle        | Bâle              |
| FC Saint-Gall            | Saint-Gall        |
| FC Winterthur            | Winterthour       |
| FC Zurich                | Zurich            |
| Grasshopper-Club Zurich  | Bâle              |
| Lausanne-Sports          | Lausanne          |
| Montreux-Sports          | Montreux          |
| Servette FC              | Genève            |
| Urania Genève Sport      | Genève            |
| Young Fellows Zurich     | Zurich            |

## Compétition

### Classements
Le classement est établi sur le barème de points classique (victoire à 2 points, match nul à 1, défaite à 0).

#### Groupe Ouest
| Rang | Équipe      | Pts | J   | G   | N   | P   | Bp  | Bc  | Diff |
| ---- | ----------- | --- | --- | --- | --- | --- | --- | --- | ---- |
| 1    | Servette FC | 24  | 14  | 11  | 2   | 1   | 14  | 4   | +10  |
| ...  | ...         | ... | ... | ... | ... | ... | ... | ... | 0    |

|  | Qualification pour la phase finale |

#### Groupe Centre
Le classement final du groupe Centre a plusieurs fois été modifié à cause de matchs au score invalidé.
| Rang | Équipe   | Pts | J   | G   | N   | P   | Bp  | Bc  | Diff |
| ---- | -------- | --- | --- | --- | --- | --- | --- | --- | ---- |
| 1    | FC Berne | 22  | 14  | 11  | 0   | 3   | 35  | 13  | +22  |
| ...  | ...      | ... | ... | ... | ... | ... | ... | ... | 0    |

|  | Qualification pour la phase finale |

#### Groupe Est
Le classement final du groupe Est a plusieurs fois été modifié à cause de matchs au score invalidé.
| Rang | Équipe               | Pts | J   | G   | N   | P   | Bp  | Bc  | Diff |
| ---- | -------------------- | --- | --- | --- | --- | --- | --- | --- | ---- |
| 1    | Young Fellows Zurich | 23  | 14  | 10  | 3   | 1   | 40  | 12  | +28  |
| ...  | ...                  | ... | ... | ... | ... | ... | ... | ... | 0    |

|  | Qualification pour la phase finale |

#### Phase finale
Durant la phase finale, le FC Berne est disqualifié pour avoir aligné des joueurs non qualifiés lors d'un match du groupe Centre. Le BSC Young Boys devient donc champion du Groupe Centre. Or cette décision a eu lieu durant le mois de septembre, ce qui rend impossible la mise en place d'une nouvelle phase finale. Le championnat n'a donc pas de vainqueur.

## Bilan de la saison
| Tableau d'Honneur                 |                    |
| Compétition                       | Vainqueur          |
| Championnat de Suisse de football | Titre non attribué |

| Promotions et relégations |                                                 |
| Promus                    | SC Veltheim FC Concordia Bâle Étoile Carouge FC |
| Relégués                  | Aucun                                           |